# Hermann Meeths
Johann Friedrich Hermann Meeths (* 23. Februar 1843 in Lübeck; † 17. September 1907 ebenda) war ein deutscher Klempner, erster Obermeister der Lübeckischen Innung der Klempner und Mitglied der Lübecker Bürgerschaft.

## Leben

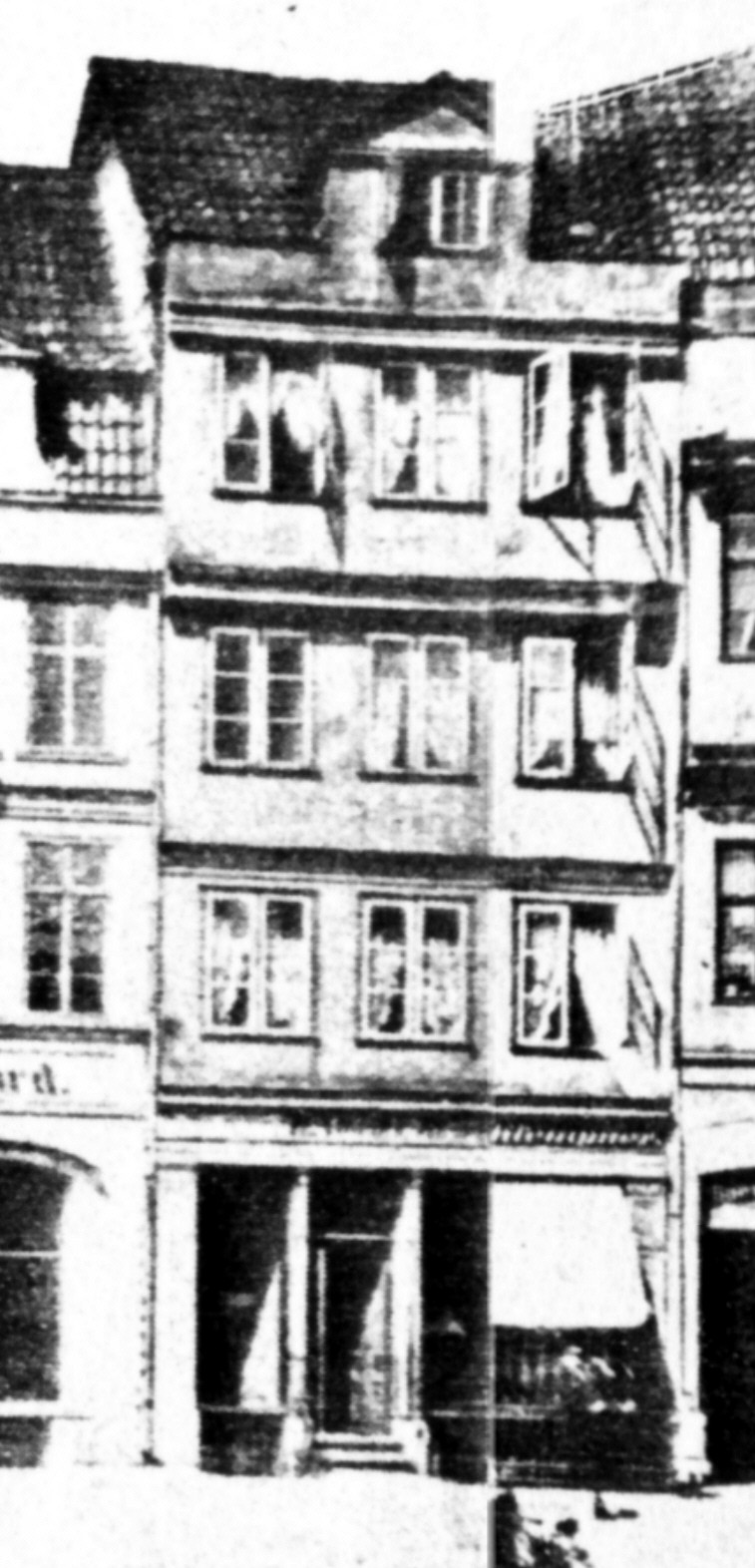
Markt 239

Nach abgeschlossener Lehrzeit zum Klempner ging Meeths auf die seinerzeit üblichen Wanderjahre. Unterbrochen wurden diese 1866, als er als des Lübecker Kontingents am Deutschen Krieg teilnahm. In seine Heimatstadt zurückgekehrt, ließ er sich später als Meister nieder und war mehrere Jahre Besitzer des am Markt befindlichen Haus Nr. 239. Die Nummern 234–240 sind 1882 für das neue Hauptpostgebäude abgerissen worden. Er erwarb dann ein Grundstück in der Holstenstraße 12, welches er, als er Rentier wurde, wieder verkaufte. 
Über viele Jahre hinweg ist Meeths Obermeister in der Klempnerinnung gewesen und genoss bei den Mitgliedern der Innung sowohl als Fachmann als auch als Mensch hohes Ansehen. Man wählte ihn in den Verband der deutschen Klempner- und Installateur-Innungen, der ihn zu seinem Vorstandsmitglied wählte. Als er 1906 den Wunsch äußerte, von der Innungsleitung entbunden zu werden, ernannte ihn diese zum Ehren-Obermeister und würdigte ihn damit zugleich seiner für sie erbrachten Leistungen. Ferner leitete er als deren Vorsitzender mehrere Jahre den Gewerk-Verein. Unter seiner Leitung ist seinerzeit das vielbesprochene 50-jährige Jubiläum des angesehenen Vereins gefeiert worden.
Im Kreise der Gewerbe-Gesellschaft entfaltete Meeths in den letzten Jahrzehnten eine ausgedehnte Tätigkeit. Er war Mitglied der Gewerbekammer, Vorsitzender des Gewerbevereins und als Mitglied im Vorstande der Gesellschaft bereitete er im Besichtigungs-Ausschusses deren große Ausflüge mit großer Umsicht vor. 
Sein bisher auf den engeren Berufskreis beschränktes Wirken weitete sich zu Beginn der 1880er Jahre auf die Dienste der Öffentlichkeit aus. Seit Juni 1881 gehörte Hermann Meeths der Bürgerschaft an und war ab 1890 Mitglied des Bürgerausschusses. Er nahm an den Beratungen der gesetzgebenden Körperschaften teil und fehlte nur krankheitsbedingt. Er vertrat insbesondere in sachlich wirkungsvoller Weise die Interessen des Handwerks. Als bürgerlicher Deputierter war er bei der Steuerbehörde, in der Vorsteherschaft der Irrenanstalt, der Brandassekuranzkasse sowie der Feuerlöschbehörde.
Am 17. September 1907 war der Bürgerausschuss auf einer sogenannten Informationstour an der Trave. Hierbei war er auch in der Ewers'schen Kalksandsteinfabrik an der Herrenbrücke. Als Meeths sich dort einen Elevator ansehen wollte, trat er auf einen Mischtrog überdeckenden Bretterbelag. Hierbei geriet er mit seinem linken Bein in das Getriebe des Mischwerks.
Nicht zu vergessen war Meeths' Wohltätigkeitssinn. Er war im Vorstand und Weihnachtsausschuss des Vereins „Sammelkasten“. Dort war er als Triebfeder für die Ausdehnung der Weihnachts- und Konfirmationsbescherungen tätig.
Er liebte seit seiner Jugend das Reisen. Im vorrückenden Lebensalter dehnte er diese bis in den Orient aus. Auf einer Versammlung der Gewerbegesellschaft im Jahre 1905 berichtete Meeths von seinen dortigen Erlebnissen.